# Turnul Scărilor din Sibiu

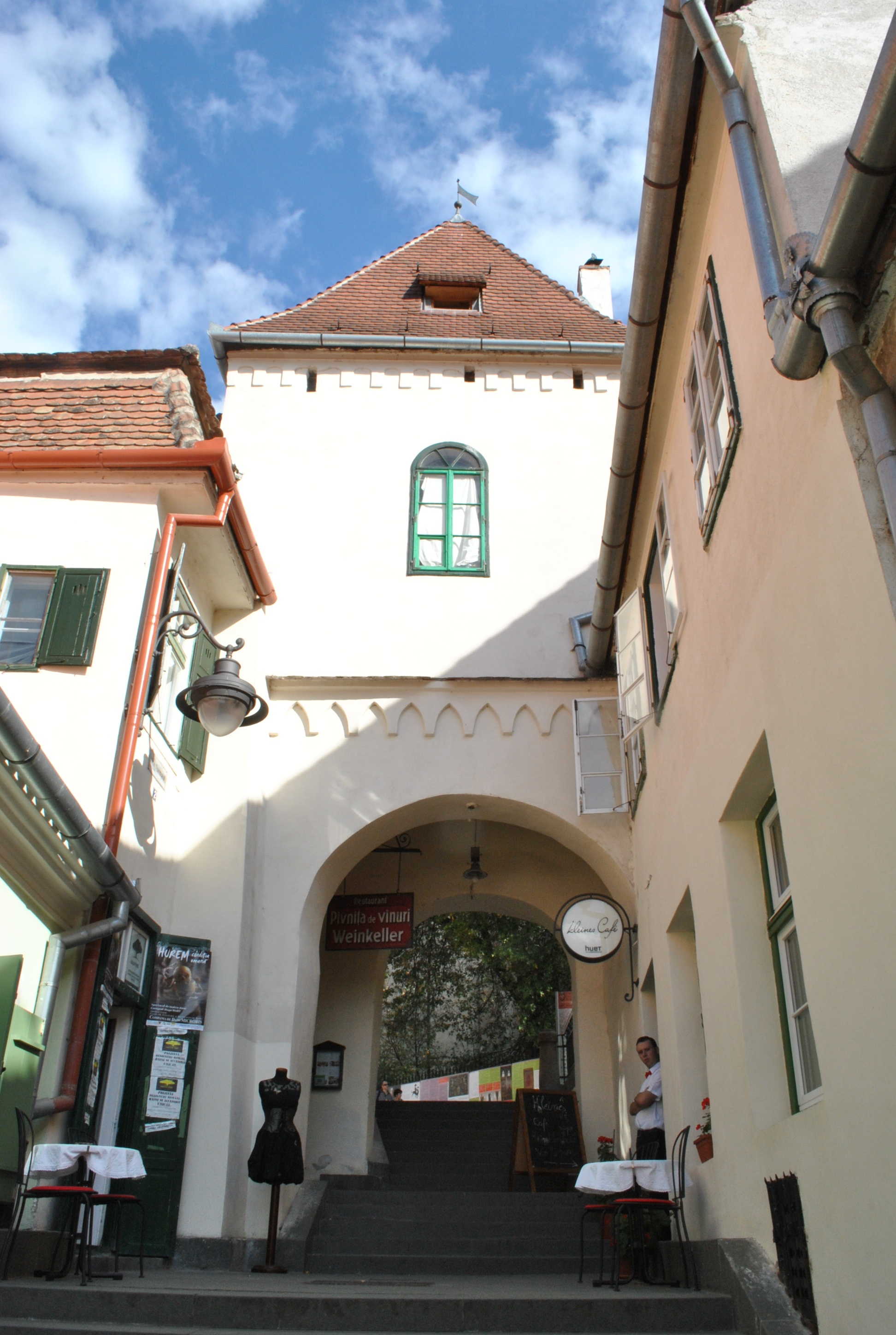
Turnul Scărilor, văzut dinspre Vest

Turnul Scărilor din Sibiu este un turn construit inițial în secolul al XIII-lea în orașul Sibiu și care făcea partea din prima centură de fortificații a orașului, aproximativ suprafața actualei Piețe Albert Huet. Turnul se află la adresa Piața Huet 3.

## Istoric
Considerată cea mai veche construcție existentă din oraș, este singurul turn de poartă păstrat din prima incintă de fortificații și datează de la sfârșitul secolului al XII-lea sau începutul secolului al XIII-lea. Există posibilitatea să fi înlocuit un turn mai vechi din lemn de la sfârșitul secolului al XII-lea. O inscriptie mentionează data 1542, posibil anul unei renovări. O boltă în arc semicircular permite accesul spre Orașul de Jos printr-un pasaj în trepte,Scările Sag. La sfârșitul secolului XIX a suferit din nou transformări, în anul 1897 etajul fiind transformat într-o cameră de locuit. Până în anul 1860 accesul se putea realiza și printr-un drum carosabil ce venea din direcția Pasajul Scărilor,continua prin gangul, acum închis, din parterul casei de pe Strada Turnului Nr.4, apoi cotind spre partea laterală a Turnului.

## Arhitectură
Se prezintă sub forma unei construcții masive cu un singur etaj, din cărămidă. Are la primul nivel două treceri boltite, prima spre actualul pasaj în direcția Străzii Turnului, a doua trecere pe latura de nord, în direcția Bisericii Azilului, acesta fiind accesul inițial al drumului carosabil ce continua spre casa de pe Turnului Nr. 4 și mai departe spre Pasajul Scărilor. Elevația turnului a fost radical modificată prin refacerile din anii 1542 și 1862-1863.